# Igra lignja
Igra lignja (korejsko: 오징어 게임, latinizirano korejsko: Ojing-eo Geim, angleški prevod: Squid Game) je devetdelna južnokorejska serija, ki so jo pod okriljem Netflixa po svetu začeli predvajati 17. septembra 2021. Avtor in režiser nadaljevanke je Hvang Dong Hjuk, igrajo pa, med drugim, Lee Jung Jae, Park Hae Soo, Wi Ha Joon, Jung Ho Yeon, O Yeong Su, Heo Sung Tae, Anupam Tripathi in Kim Joo Ryoung.
Gre za preživetveno dramo, ki prikazuje distopično sliko kapitalizma. Zgodba se začne kot otroška igra, a se sprevrže v grozljiv boj za obstoj.
Takoj po začetku predvajanja se je nadaljevanka izstrelila na vrh Netflixove lestvice gledanosti v več kot 90 državah, tudi v Sloveniji. V Južni Koreji je močna priljubljenost serije celo povzročila preobremenitev medmrežne infrastrukture, zaradi česar je tamkajšnji ponudnik medmrežnih storitev celo tožil Netflix in zahteval odškodnino. Serija je v tujini tudi nemudoma povečala zanimanje za korejščino; na primer Duolingo, ki upravlja znano aplikacijo za učenje tujih jezikov, je opazil porast števila uporabnikov.
Produkcija druge sezone se je začela julija 2023; na voljo za ogled je od 26. decembra 2024. Snemanje druge sezone se je nadaljevalo s tretjo sezono, ki bo zadnja in naj bi bila na voljo za ogled v letu 2025. 

## Kritike
Kritik Gregor Kocijančič (Mladina) je pohvalil vizualno plat, grajal pa slabo igro, klišejske like, predvidljiv konec in postavljanje nasilja pred obljubljeni družbeni komentar. Zmotila ga je kraja idej iz ključnih žanrskih izdelkov, kot so As the Gods Will (Takaši Miike, 2014), Battle Royale (Kinji Fukasaku, 2000) ter franšizi Igre lakote in Žaga. Drugi korejski izdelek, film Parazit, se mu zdi boljši in bolj poglobljen.